# イチゴヤドクガエル
イチゴヤドクガエル（苺矢毒蛙、Dendrobates pumilio）は、ヤドクガエル科ヤドクガエル属に分類されるカエル。

## 分布
コスタリカ、ニカラグア、パナマ西部

## 形態
最大体長2-2.5cmとヤドクガエル属でも小型種。種小名pumilioは「小さい」の意。
本種の持つ毒はプミリオトキシンというアルカロイド系毒物である。プリミオトキシンの摂取元はアリやテントウムシと考えられていたが、新たに2004年に京都大学の桑原保正教授らによってパナマに棲息するササラダニ類のScheloribates属の成虫にプリミオトキシン類が含まれていることが確認された。このため、イチゴヤドクガエルは食物から毒物を摂取して体内に蓄積していると考えられている。

## 分類
胴体が赤く四肢が暗青色なのが一般的だが、体色の個体変異や地域変異が大きく、黒や黄色、緑色などの体色で斑紋が入ったり逆に斑紋が入らない個体もいる。これらの変異種が別種として記載された事もある。

## 生態
熱帯雨林に生息する。地表棲。オスは約300cmの縄張りを形成して生活する。
食性は動物食で、小型昆虫やダニなどを食べる。
繁殖形態は卵生。落ち葉の下などにオスが放精し、その上にメスが卵を産む。孵化した幼生はメスが背中に乗せて葉腋などの水場へ運ぶ。メスは幼生を運んだ水場を巡回して、無精卵を産んで幼生に食物として与えるエッグフィーダーという特異な繁殖形態を持つ。
四肢の青さのためにジーンズを履いているようだということでブルージーンと呼ばれることもある。

## 人間との関係
ペットとして飼育される事もあり、日本にも輸入されている。前述のようにエッグフィーダーという特殊な繁殖形態を持つため飼育下繁殖が難しく主にWild Caughtと呼ばれる野生個体が流通する。これら野生個体は毒性が強いために手袋をして触るなど取り扱いには注意を要する。
オスの縄張り意識が強いため、基本的には単独もしくはペアで飼育する。小型種であるため、餌には市販の栄養剤をまぶしたショウジョウバエを与える。